# Robin Ngalande
Robin Ngalande (Dedza, 2 novembre 1992) è un calciatore malawiano, attaccante del Mighty Wanderers.

## Carriera

### Club
Ha giocato nella prima divisione sudafricana ed in quella azera.

### Nazionale
Ha esordito in nazionale nel 2012; ha partecipato alla Coppa delle nazioni africane 2021.